# Giuliana Gemelli
 (novembre 2009).
Si vous disposez d'ouvrages ou d'articles de référence ou si vous connaissez des sites web de qualité traitant du thème abordé ici, merci de compléter l'article en donnant les références utiles à sa vérifiabilité et en les liant à la section « Notes et références ».
Giuliana Gemelli est historienne italienne née en 1951. Elle est professeure d'histoire contemporaine à l'université de Bologne en Italie et membre du Centre d'Etude de la [Fondazione Adriano Olivetti].